# Barrio Tepetitlán Emilio Portes Gil
Barrio Tepetitlán Emilio Portes Gil är en ort i kommunen San Felipe del Progreso i delstaten Mexiko i Mexiko. Samhället hade 1 188 invånare vid folkräkningen 2020.